# Buergeria pollicaris
Buergeria pollicaris är en groddjursart som först beskrevs av Werner 1914.  Buergeria pollicaris ingår i släktet Buergeria och familjen trädgrodor. Inga underarter finns listade.